# Joodse begraafplaats (Leek)
De Joodse begraafplaats in Diepswal, nabij Leek, ligt aan de Roomsterweg. Er zijn 95 grafstenen en een metaheerhuis uit 1874.
De begraafplaats was met toestemming van de eigenaar al voor 1783 in gebruik. In dat jaar kreeg de Joodse gemeente voor een carolusgulden per jaar het eeuwig durende gebruiksrecht van de nieuwe eigenaar, de heren van Huis Ter Heijl. In 1832 had het perceel de kadastrale aanduiding Leek E172, met plaatselijke benaming Diepswal. In de loop der jaren verzakte de begraafplaats door de drassige bodem flink. In 1936 werd daarom een grote muur in laat Amsterdamse Schoolstijl gebouwd die het grondwater moest tegenhouden, ook kwam er toen een monumentaal hek.
Ongebruikelijk genoeg is op de Joodse begraafplaats van Leek geen enkele Cohen begraven.
De Joodse gemeente van Leek was vrij groot. In 1811 werd aan het Boveneind een synagoge ingewijd. Deze werd in 1911 vervangen door een nieuw gebouw. Tijdens de Tweede Wereldoorlog werden bijna alle Joden van Leek gedeporteerd en vermoord. Slechts een enkeling wist zijn leven te redden door onder te duiken. 61 mensen hadden minder geluk. Hun namen worden gememoreerd op een bord bij de oude Joodse school van Leek, dat sinds 1995 een beschermd monument is.
In januari 2006 zijn zeven grafstenen die jaren in brokstukken in het metaheerhuisje hebben gelegen, gerenoveerd en teruggeplaatst op de Joodse begraafplaats in Diepswal. De lokale overheid verzorgt sinds 1945 het beheer van de begraafplaats. Begraafplaats, metaheerhuis, hek en muur staan op de rijksmonumentenlijst.

## Afbeeldingen

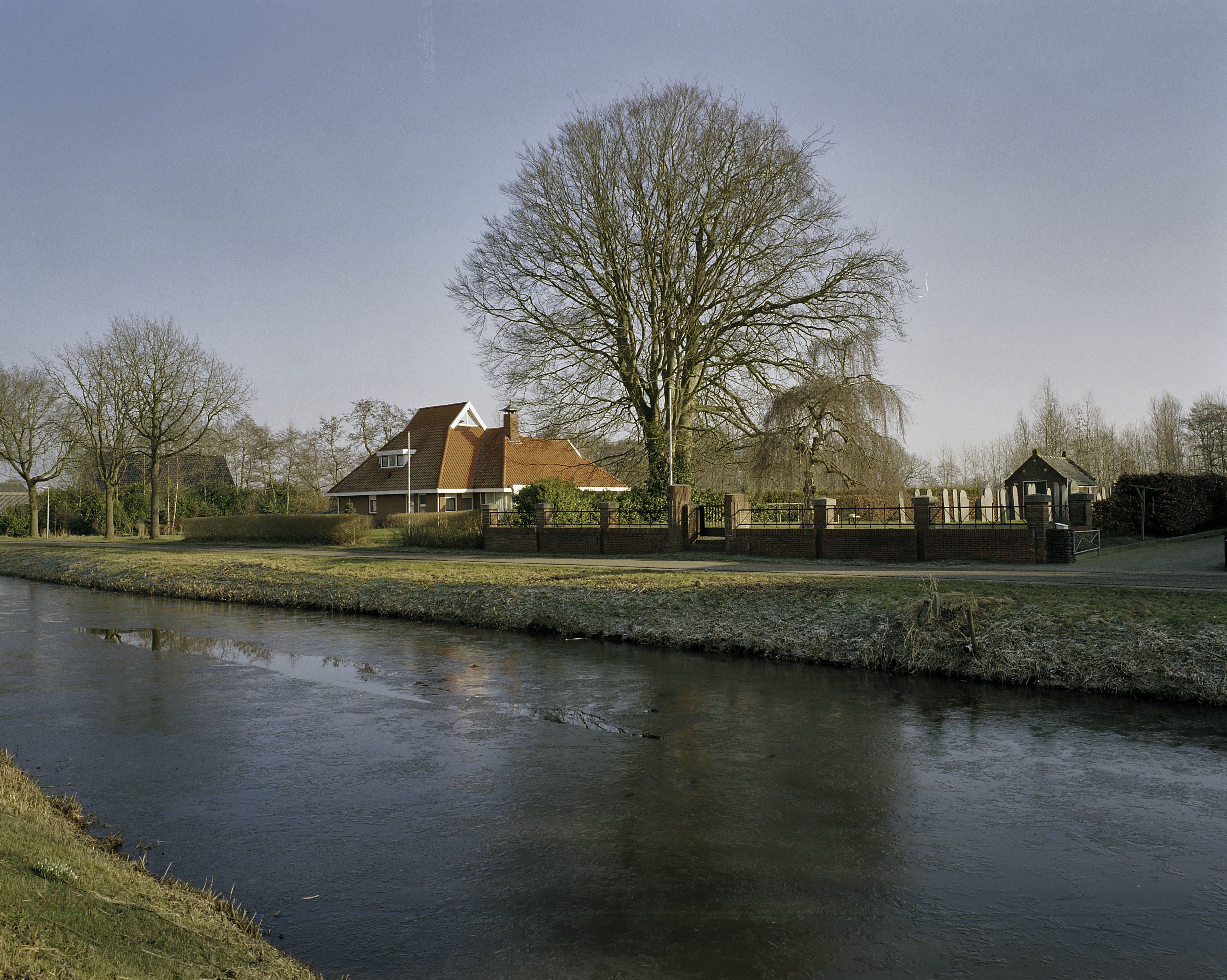
Begraafplaats gezien van over het Diep
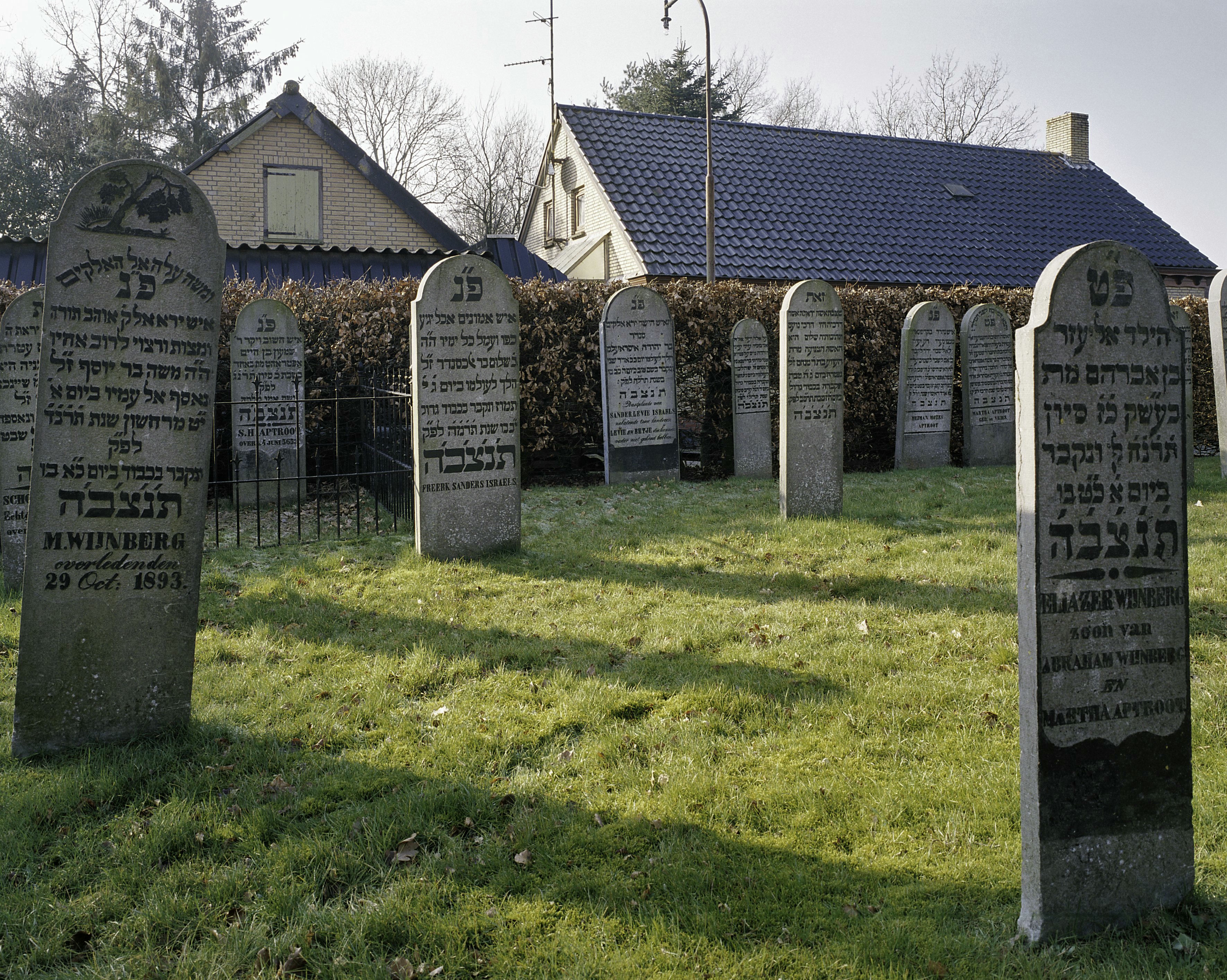
Grafstenen
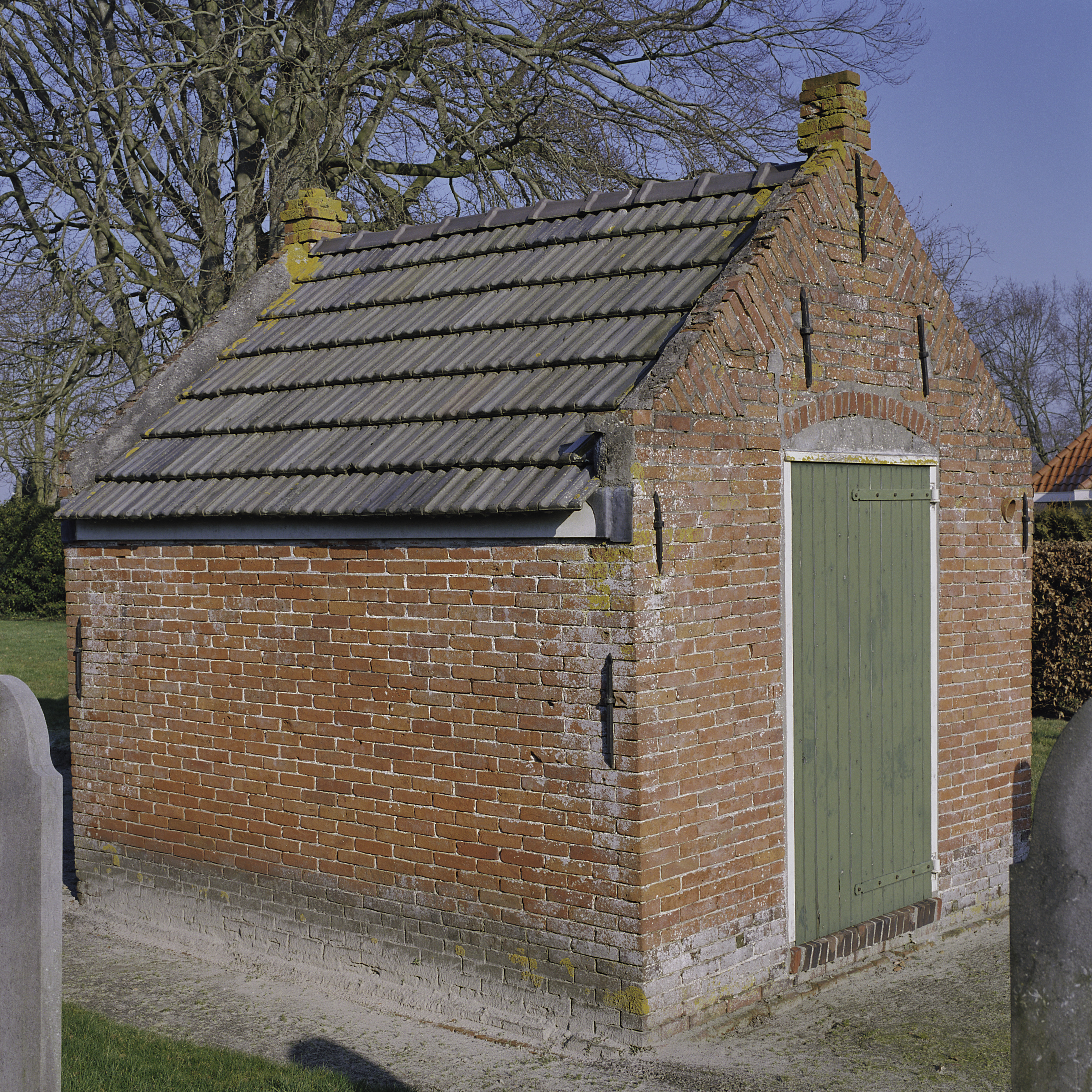
Baarhuisje